# Golden ear machine
Golden ear machine is een studioalbum van Mooch. Het album werd al in 1998 opgenomen maar verscheen officieel pas ongeveer tien jaar later. Het is het eerste album waarbij Stephen Palmer wordt bijgestaan door een drummer. Palmer had zijn muziek al klaar op de Apple Macintosh, de andere heren speelden live in.

## Musici
- Stephen Palmer – gitaar, toetsinstrumenten, effecten
- Pete Wyer – akoestische gitaar
- Kordian Tetkov - slagwerk

## Muziek
| Nr. | Titel                    | Duur  |
| --- | ------------------------ | ----- |
| 1.  | Spiky                    | 9:33  |
| 2.  | West East West           | 9:09  |
| 3.  | From dawn to day to dusk | 10:36 |
| 4.  | Orbital traffic          | 8:05  |
| 5.  | Stellar ritual           | 7:36  |